# Bussard-collector

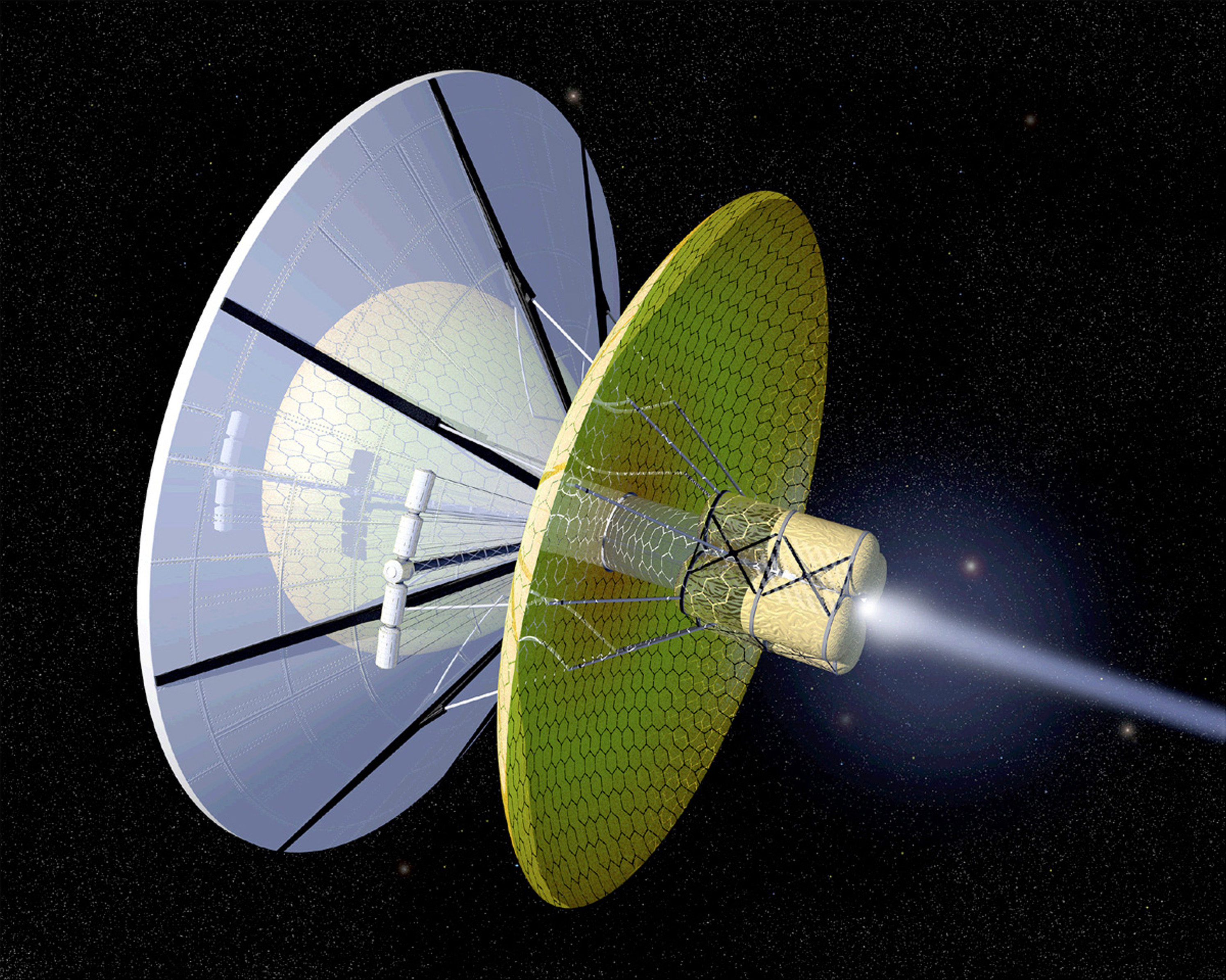
Bussard-collector.

Bussard-collector (Engels: Bussard Ramjet, Ramscoop) is een hypothetisch aandrijvingssysteem voor snelle interstellaire ruimtereizen.
De Bussard-collector werd in 1960 bedacht door de natuurkundige Robert W. Bussard.

## Theorie
Een Bussard-collector gebruikt een krachtig magnetisch veld (de "scoop" of "schep") waarmee waterstof uit het Interstellair medium opgevangen en samengedrukt wordt. Dit waterstof wordt dan gebruikt als brandstof voor kernfusie, waarna de reactiematerie versneld wordt uitgestoten door een plasma- of ionen-raketmotor. (ooit kan misschien zelfs een materie-antimaterie-motor worden gebruikt)

## Praktijk
Omdat bij de Bussard-collector de brandstof in de ruimte wordt gewonnen, zou men met dit type aandrijving in principe oneindig kunnen versnellen tot bijna de lichtsnelheid, waarmee dit een zeer effectieve aandrijvingsvorm zou zijn. Maar er zijn toch ook wat bezwaren: het verzamelen van waterstof zorgt voor vertraging, die bij hoge snelheden de versnelling afremt en uiteindelijk zelfs helemaal opheft. Ook moet de fusiereactor op een manier werken waardoor de deeltjes niet te veel worden afgeremd.
De snelheid van een ruimteschip met deze aandrijving kan als volgt worden berekend: wanneer wordt uitgegaan van een constante versnelling van 10 m/s2, iets meer dan één G, zou het schip binnen een jaar 77% van de lichtsnelheid bereiken. Bij een versnelling van 0,1 m/s2 zou deze snelheid pas na 100 jaar worden bereikt. Hierbij moet worden aangetekend dat in deze berekening de speciale relativiteitstheorie, waarvan de effecten bij snelheden nabij de lichtsnelheid merkbaar zouden zijn, buiten beschouwing is gelaten.
De interstellaire ruimte bevat gemiddeld 10−21 kg massa per kubieke meter, voornamelijk in de vorm van al dan niet geïoniseerde waterstof. Hieruit volgt dat een Bussard-collector 1018 m³ ruimte moet schoonvegen om één gram waterstof op te vangen. Omdat de ruimte vooral niet-geïoniseerd waterstof bevat, zal een ruimteschip met Bussard-collector waarschijnlijk de waterstofdeeltjes in de baan voor het schip met een laser moeten ioniseren.
Op dit moment is het nog niet mogelijk om een effectief werkende Bussard-collector te bouwen.

## Bussard-collector in sciencefiction

### Verhalen
- 1970 - Poul Anderson - Tau Zero
- 1976 - Larry Niven - A World Out of Time
- 1985 - Larry Niven en Jerry Pournelle - Footfall
- 1990 - Poul Anderson - Boat of Million Years
- 1990 - Larry Niven - N-Space
- 1992 - Vernor Vinge - A Fire Upon the Deep
- 1999 - Vernor Vinge - A Deepness in the Sky
- 2000 - Stephen Baxter - Manifold: Space

Ook in sciencefiction-televisieseries als Red Dwarf en Star Trek komt de Bussard-collector voor.